# Храм Святителя Арсения Сербского (Гюмри)
Храм Святителя Арсения Сербского — храм Ереванско-Армянской епархии Русской православной церкви, расположенный в городе Гюмри, Армения.

## История
Церковь построена в 1870-х годах и освящена в 1910 году. В советское время, в 1930-х годах, купола были разрушены. После этого здание использовали как сиротский приют, киноклуб и конюшню.
В 2010 году по благословению Патриарха Московского и всея Руси Кирилла начались восстановительные работы, храм снова освятили, начали давать обедни и проводить богослужения.

## Галерея

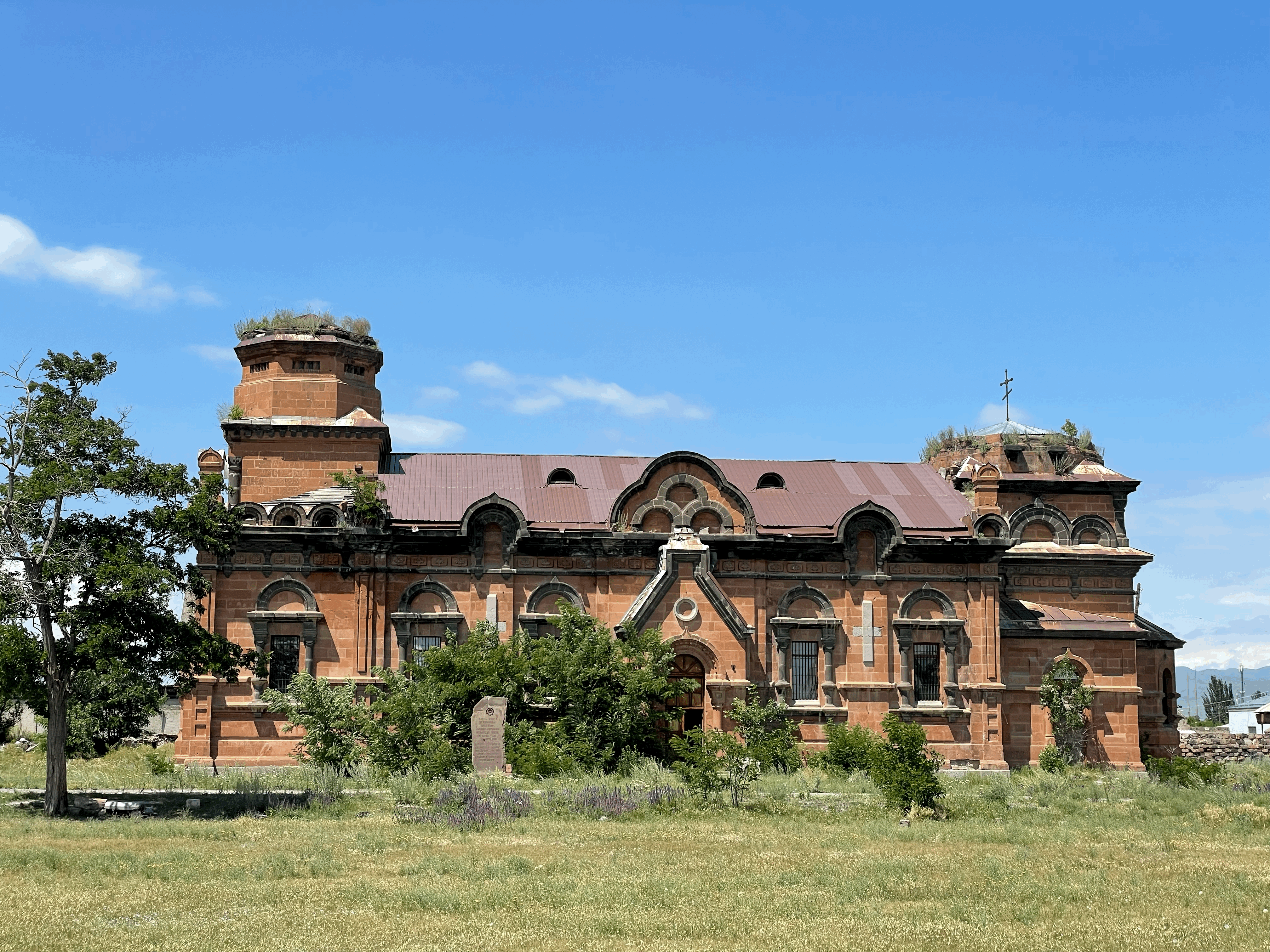
Общий вид
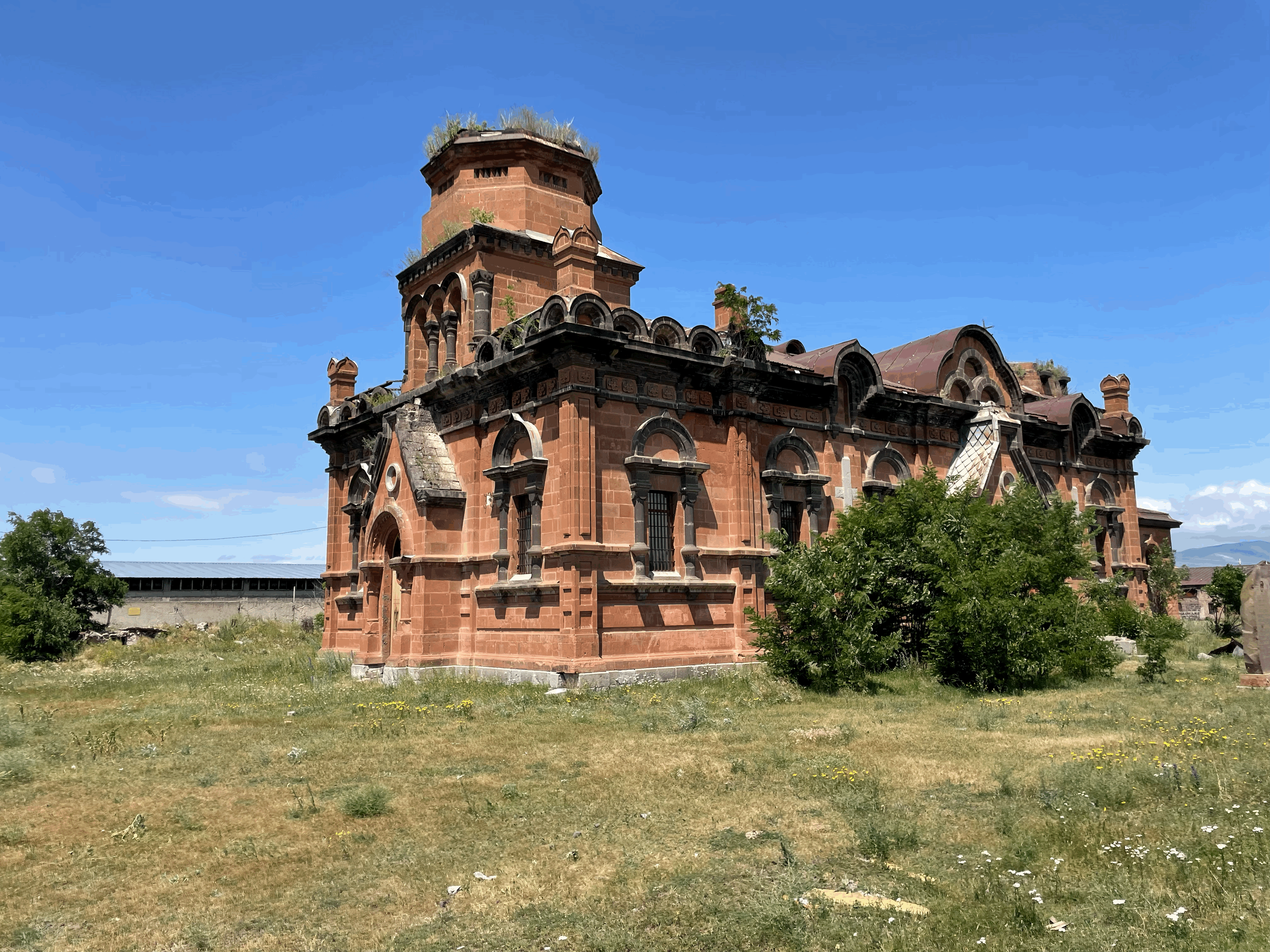
Общий вид
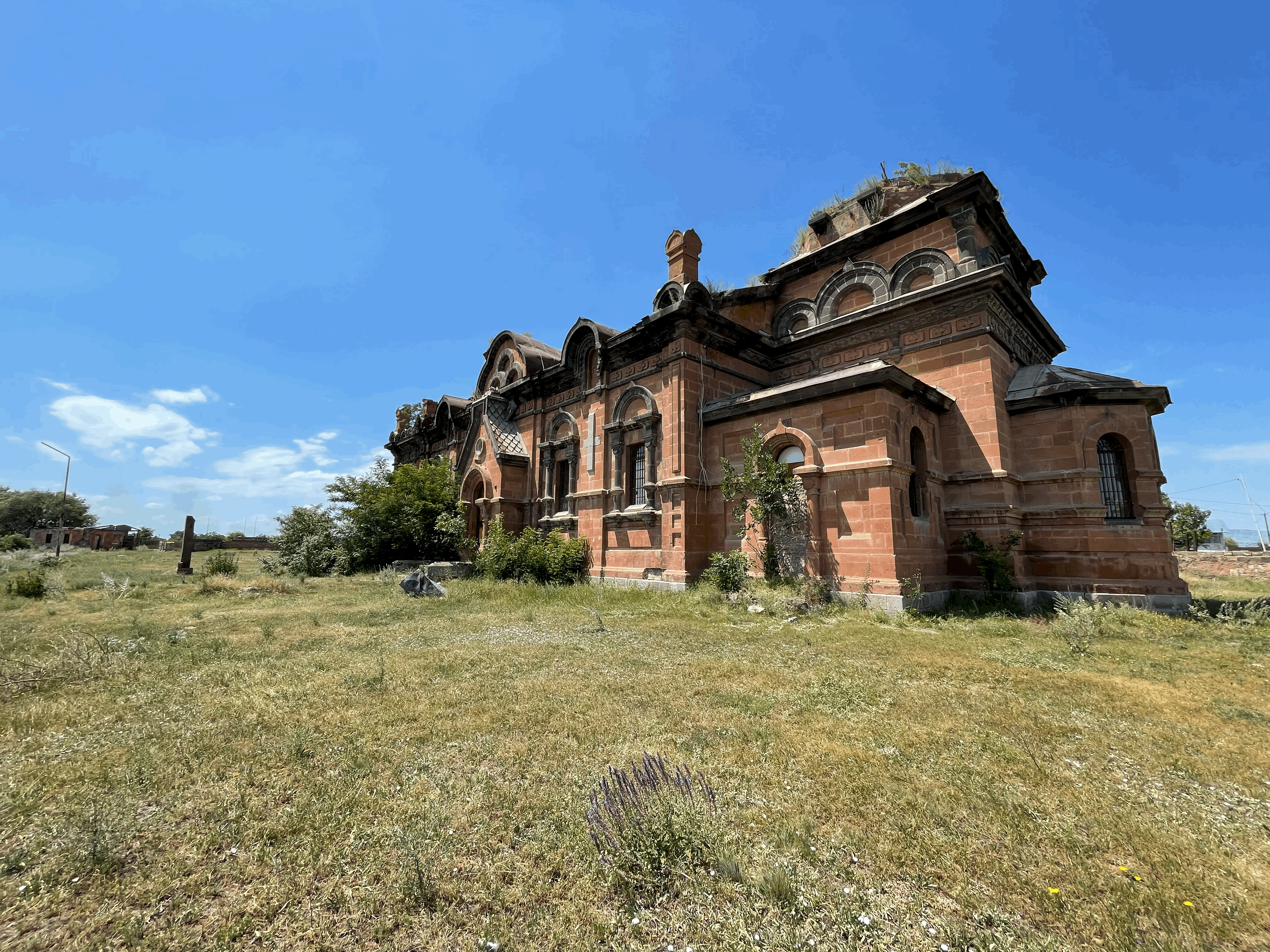
Общий вид
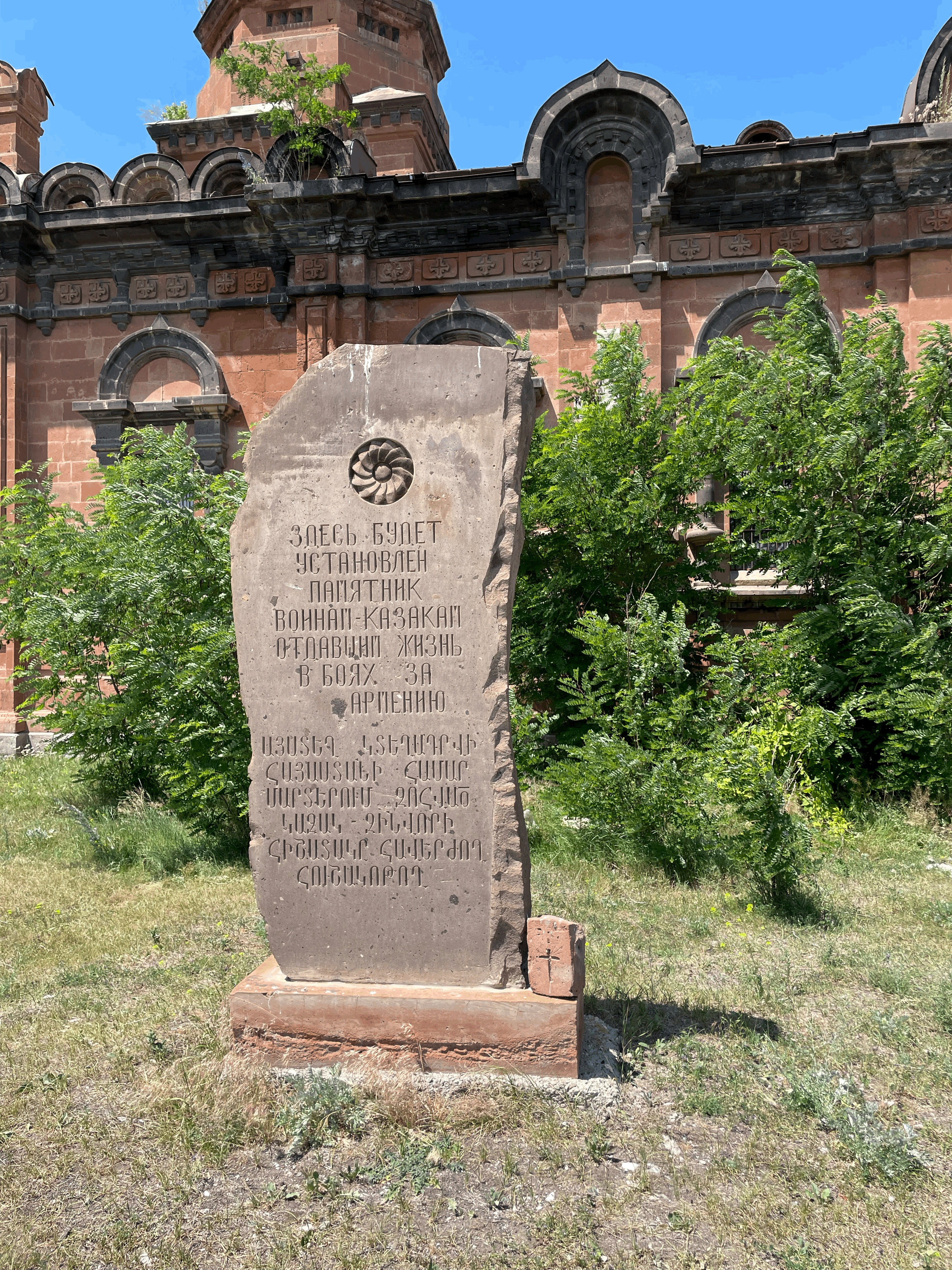
Памятный хачкар
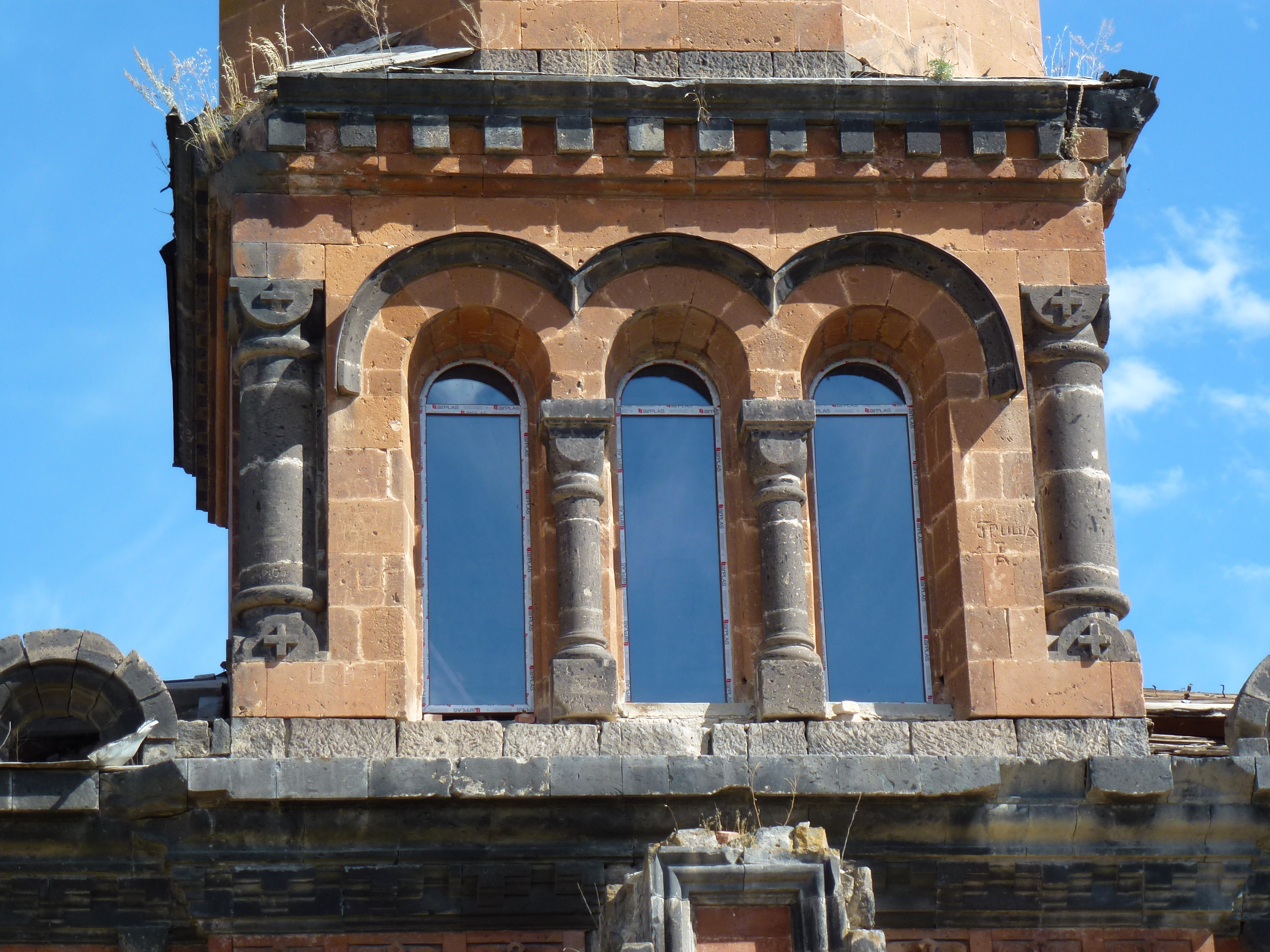
Детали
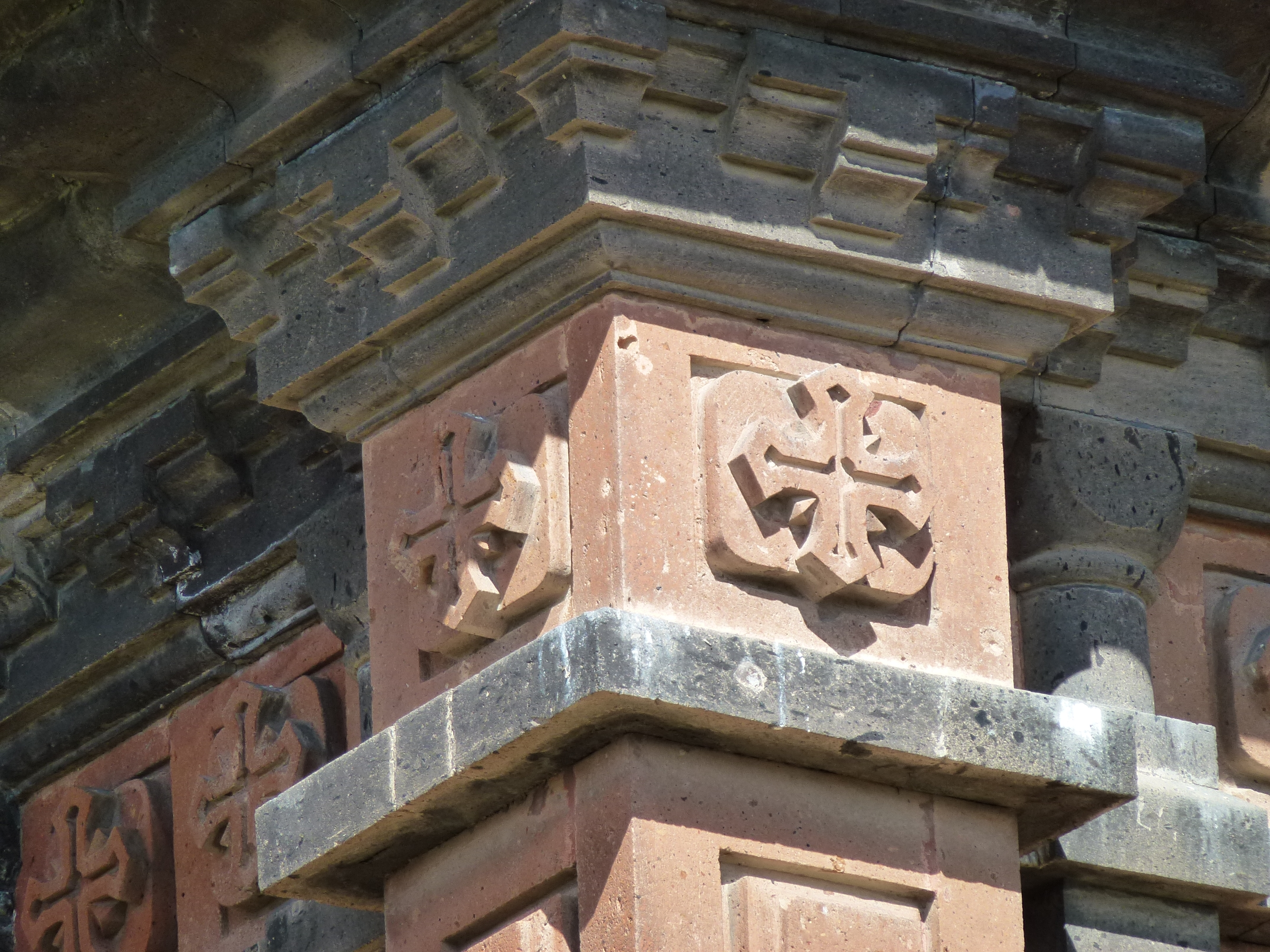
Детали
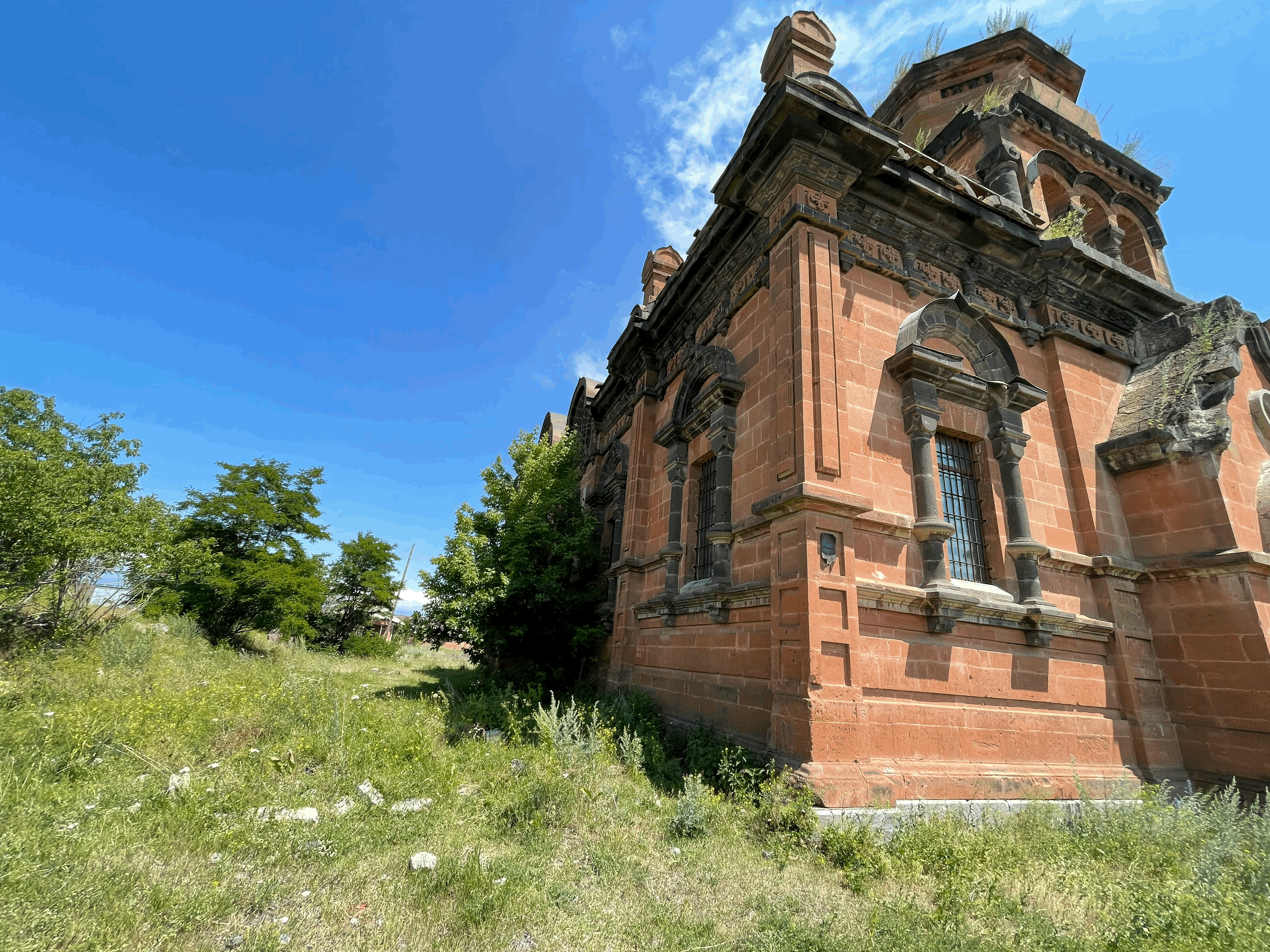
Детали
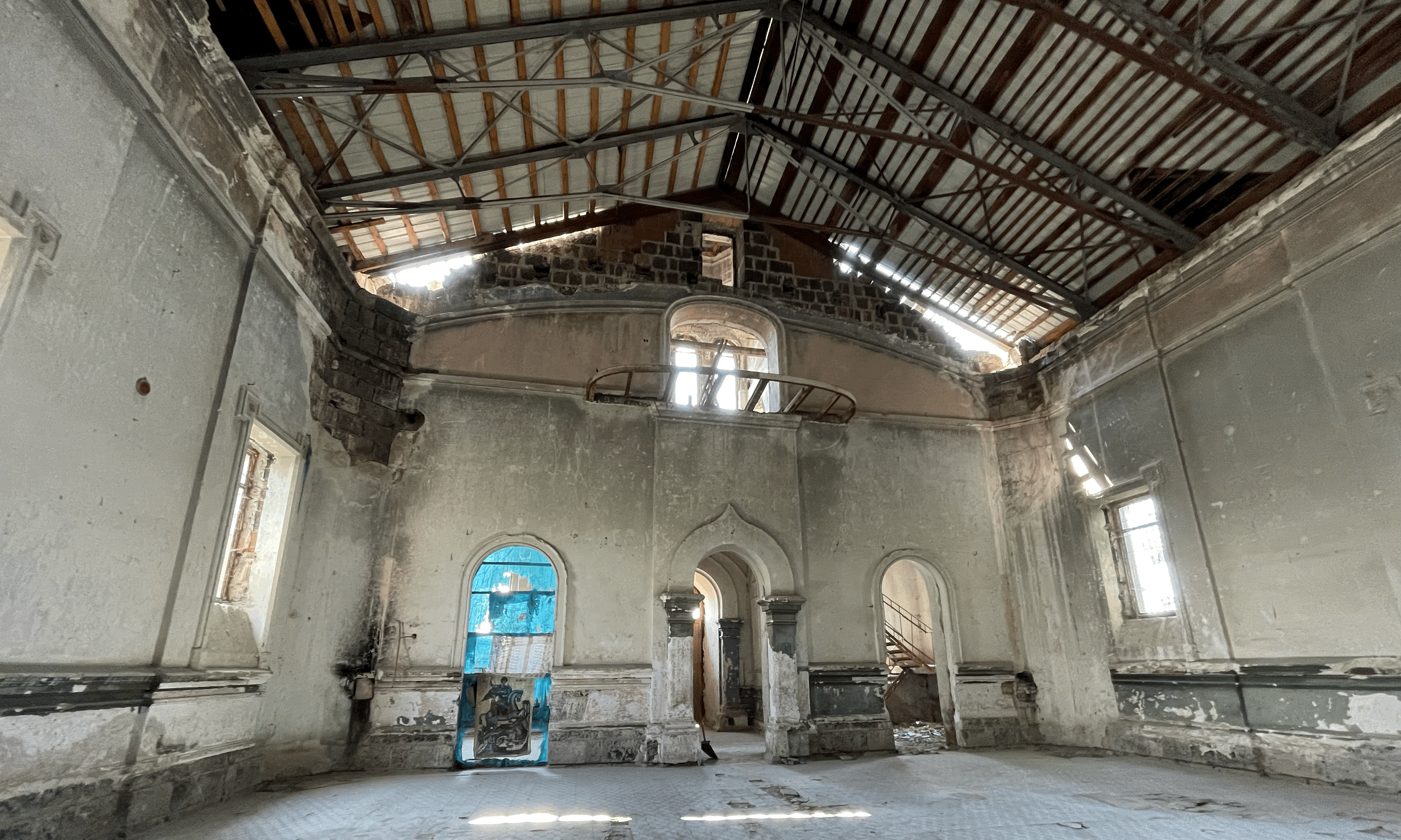
Вид внутри
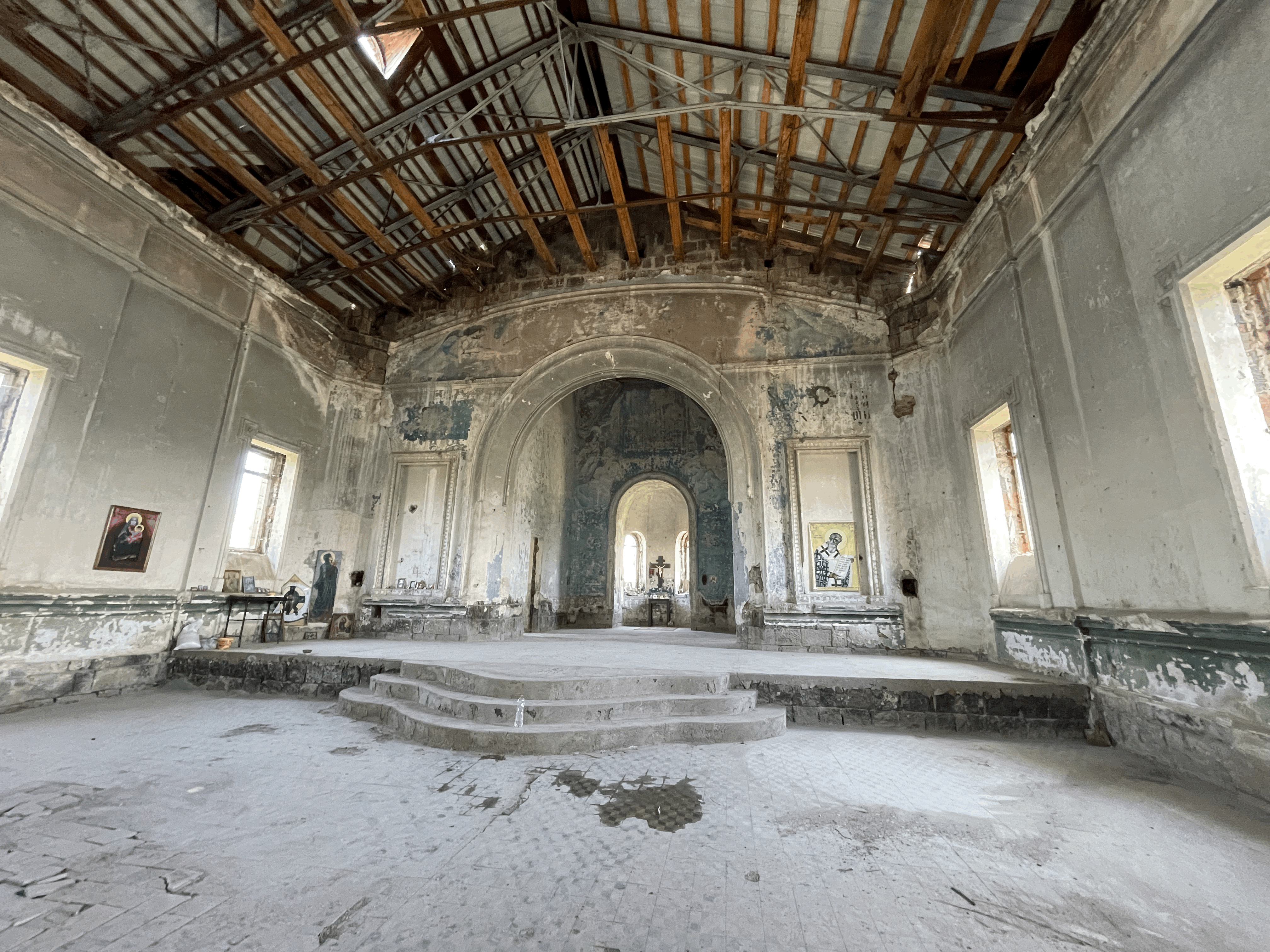
Вид внутри
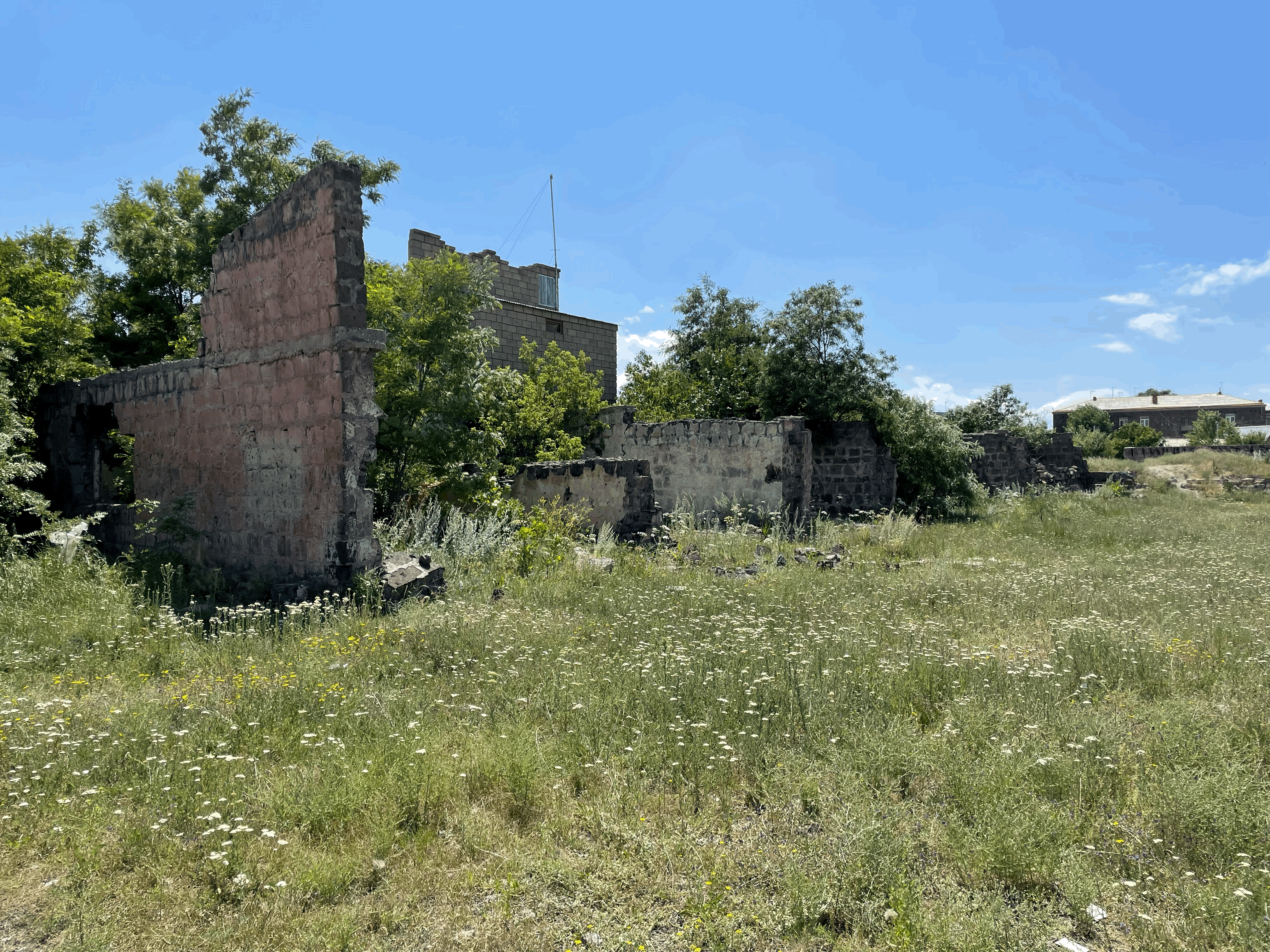
Остатки казарм